# سالن ورزشی هانگژو
سالن ورزشی هانگژو یا هانگژو جیمناسیوم (انگلیسی: Hangzhou Gymnasium) یک سالن سرپوشیده ورزشی در شهر هانگژو، چین است.
این سالن ورزشی که در سال ۱۹۶۶ تأسیس شده دارای ۵۱۳۶ نفر ظرفیت و ۳٫۵۱ هکتار وسعت، شامل بیش از ۲۵۰۰۰ متر مربع مساحت ساختمان و ۹۰۰۰ متر مربع فضای سبز است. سالن هانگژو معمولا برای مسابقات بسکتبال و والیبال مورد استفاده قرار میگیرد.